# Beat Ramon
Beat Ramon es un cultivar de higuera de tipo higo común Ficus carica, bífera (con dos cosechas por temporada de brevas e higos de otoño), con higos de epidermis de color de fondo negro azulado con sobre color marrón rojizo ubicado en el cuello. Se cultiva en la colección de higueras de Montserrat Pons i Boscana en Llucmajor, Islas Baleares.

## Sinonimia
- „Ramona“,[4][6][7]

## Historia
Actualmente la cultiva en su colección de higueras baleares Montserrat Pons i Boscana, rescatada de un ejemplar o higuera madre localizada en el término de Llucmajor en terreno de monocultivo.
La variedad 'Beat Ramon' es una variedad originaria de Manacor. Se puede considerar como una subvariedad de 'Albacor'.

## Características
La higuera 'Beat Ramon' es una variedad bífera de tipo higo común. Árbol de vigorosidad mediana, con un buen desarrollo, copa redondeada e irregular muy apretada de hojas bastante espesas. Sus hojas son de 3 lóbulos y de 1 lóbulo en su mayoría, y pocas de 5 lóbulos. Sus hojas con dientes presentes márgenes serrados. 'Beat Ramon' tiene poco desprendimiento de higos, un rendimiento productivo reducido y periodo de cosecha medio. La yema apical cónica de color verde amarillento.
Los frutos de la higuera 'Beat Ramon' son higos de un tamaño de longitud x anchura:38 x 48 mm, con forma piriforme tanto en brevas como en higos, poco uniformes en las dimensiones y asimétricos en la forma, que presentan unos frutos medianos de unos 28,620 gramos en promedio (grandes en brevas y más pequeños en higos), de epidermis con consistencia mediana a dura, grosor de la piel mediano, con color de fondo negro azulado con sobre color marrón rojizo ubicado en el cuello. Ostiolo de 2 a 3 mm con escamas pequeñas rojas. Pedúnculo de 5 a 8 mm largo rojizo en principio y cuando madura cilíndrico verde claro. Grietas longitudinales escasas. Costillas poco marcadas. Con un ºBrix (grado de azúcar) de 25 de sabor bastante dulce y sabroso, con color de la pulpa rojo. Con cavidad interna pequeña, con aquenios  medianos. Los higos maduran durante un periodo de cosecha medio, de un inicio de maduración en las brevas en 27 de junio y de la cosecha principal de higos sobre el 22 de agosto a 30 de septiembre. Rendimiento productivo reducido y periodo de cosecha mediano.
Se usa como higos frescos en alimentación humana. Bastante resistentes a las condiciones climáticas adversas, al transporte y a la apertura del ostiolo.

## Cultivo
'Beat Ramon', se utiliza como higos frescos en humanos. Se está tratando de recuperar de ejemplares cultivados en la colección de higueras baleares de Montserrat Pons i Boscana en Llucmajor.